# Rebeca Rods
Rebeca Rods,(Vigo, 1981) es una cantante española, compositora y productora de gospel, soul, funk y rock.

## Biografía
Comenzó  a edad muy temprana su formación en lenguaje musical y canto en el Conservatorio Superior de Música de Vigo. En 2001 se trasladó a Madrid para continuar sus estudios hasta graduarse como Maestra de Música por la Universidad Complutense de Madrid. 
Con gran experiencia en estudio y como cantante de sesión, ha realizado arreglos, dirección y grabación de coros en múltiples discos, vídeos y giras en directo para artistas como Alejandro Sanz, Raphael, Laura Pausini, Miguel Ríos (Rock & Ríos 40 aniversario), Patti Austin, Pastora Soler, Pitingo, El Barrio (disco Esencia, grabado en el Teatro Real de Madrid), Edurne, Soraya, Paulina Rubio, Carlos Baute, Chenoa, Antonio Orozco, Coti, Marta Sánchez, Malú, Rosa López, Gerónimo Rauch, Daniel Diges, Chojín y Georgie Dann, entre otros. Ha participado en tres ocasiones en el Festival Internacional de Eurovisión como corista y arreglista. En 2009 formó Black Light Gospel Choir,grupo que ha llevado su música a lo largo de toda la geografía española. 
Black Light ha grabado los siguientes discos: 
- Black Light Gospel Choir (2011),coproducido con Paco Ortega
- Gospel Revolution (2012)
- Live at Joy (2017) grabado en directo en el Teatro Eslava de Madrid
- Gospel Symphony Vol. I, grabado en Los Ángeles (California, Estados Unidos) con acompañamiento de orquesta sinfónica. Este disco representa la primera experiencia de góspel sinfónico en España. Además, fue elegido para formar parte de la edición de los Premios Grammy 2022.

Actualmente se encuentra en proceso de producción el que será su quinto álbum, Gospel Symphony Vol.II, con la colaboración de The New York City Gospel Choir, entre otros artistas. En 2022 publicó su primer videoclip titulado Enséñame,grabado para su nuevo trabajo discográfico y compuesto por ella misma. Como parte de su trayectoria, colabora, graba y arregla para productores internacionales como Humberto Gatica, Manuel Alejandro, Emilio Aragón, Carlos Rodgarman, Carlos Quintero, Jacobo Calderón, Jose Luis De La Peña o Lulo Pérez.
Ha trabajado como vocal coach en GOT Talent España y ha realizado doblajes para Walt Disney/Pixar en películas como Toy Story 3,Brave o Sophia The First. Ha participado también en la grabación de spots publicitarios, jingles y cabeceras para radios y programas de televisión (40 Principales, Cadena 100, TVE, Cuatro, Mediaset, Movistar+, etc.). Es arreglista de los coros del programa de televisión La Voz en donde participa habitualmente con su coro.
En la primera Cumbre de Góspel Internacional de la ciudad de Nueva York representó a España de la mano de Markanthony Henry, mentor de Rebeca y director de The New York City Gospel Choir. 
En 2018 fundó su propia escuela en Madrid, Rebeca Rods Escuela Coral,especializada en canto grupal. La forman tres coros con muy diferentes estilos: The Rock Choir, especializado en rock y hard rock; The Vocal Train, con un repertorio orientado al soul y al pop; y Madrid Gospel, especializado en gospel actual y espirituales clásicos.Actualmente, Rebeca Rods ha extendido su escuela y tiene dos más, una en Vigo, Vigo Gospel Choir y otra en Pontevedra. 
Ha estado tres veces en Eurovisión, con D´Nash en 2007 en Helsinki, con Pastora Soler en Bakú en 2012 y con Barei en Estocolmo en 2016.